# Файзуллин, Жинганша Закирович
Жинганша Закирович Файзуллин (11 марта 1904 года, Астрахань — 29 сентября 1985 года, там же) — командир отделения 170-го гвардейского стрелкового полка (57-я гвардейская стрелковая дивизия, 8-я гвардейская армия, 1-й Белорусский фронт), гвардии сержант. Герой Советского Союза.

## Биография
Родился в семье рабочего. Татарин. Член ВКП(б)/КПСС с 1943 года. Образование — начальное. Работал в Астраханском леспромхозе.
В действующей армии с августа 1941 года. Ж. 3. Файзуллин отличился при форсировании реки Висла.
1 августа 1944 года Файзуллин со своим отделением первым высадился на берег в районе села Магнушев (Польша) и, увлекая бойцов личным примером, ворвался с отделением в траншеи противника. С левого фланга высадке наших подразделений препятствовал вражеский пулемёт. Гвардии сержант Файзуллин незаметно подполз и забросал его гранатами, уничтожив при этом пулемётный расчёт.
В боях при штурме переднего края обороны противника, после выхода из стоя командира взвода, гвардии сержант Ж. 3. Файзуллин принял на себя командование и трижды водил взвод в атаку. Взвод выбил противника из траншей и обеспечил высадку подразделений советских войск на левый берег реки.
За проявленные личное мужество и героизм при форсировании реки Висла гвардии сержант Ж. 3. Файзуллин Указом Президиума Верховного Совета СССР от 24 марта 1945 года был удостоен звания Героя Советского Союза (медаль «Золотая Звезда» № 7800).
В 1945 году гвардии сержант Ж. 3. Файзуллин демобилизовался. Жил в Астрахани.

## Награды и звания
- Герой Советского Союза (Указ Президиума Верховного Совета СССР от 24 марта 1945 года):
  - орден Ленина,
  - медаль «Золотая Звезда» № 7800;
- орден Отечественной войны I степени (Указ Президиума Верховного Совета СССР от 11 марта 1985 года);
- орден Красной Звезды;
- медали СССР.